# El Losar
El Losar är en ort i Spanien.   Den ligger i provinsen Provincia de Ávila och regionen Kastilien och Leon, i den centrala delen av landet, 160 km väster om huvudstaden Madrid. El Losar ligger 1 010 meter över havet och antalet invånare är 125.
Terrängen runt El Losar är huvudsakligen kuperad, men åt nordost är den platt. Runt El Losar är det glesbefolkat, med 8 invånare per kvadratkilometer. Närmaste större samhälle är Béjar, 18,9 km väster om El Losar. Omgivningarna runt El Losar är huvudsakligen savann.